# Hátszegvidéki Dinoszaurusz Geopark
A Hátszegvidéki Dinoszaurusz Geopark (románul Geoparcul Dinozaurilor „Țara Hațegului”) IUCN V-ös besorolású védett terület Romániában Hunyad megye területén.

## Fekvése

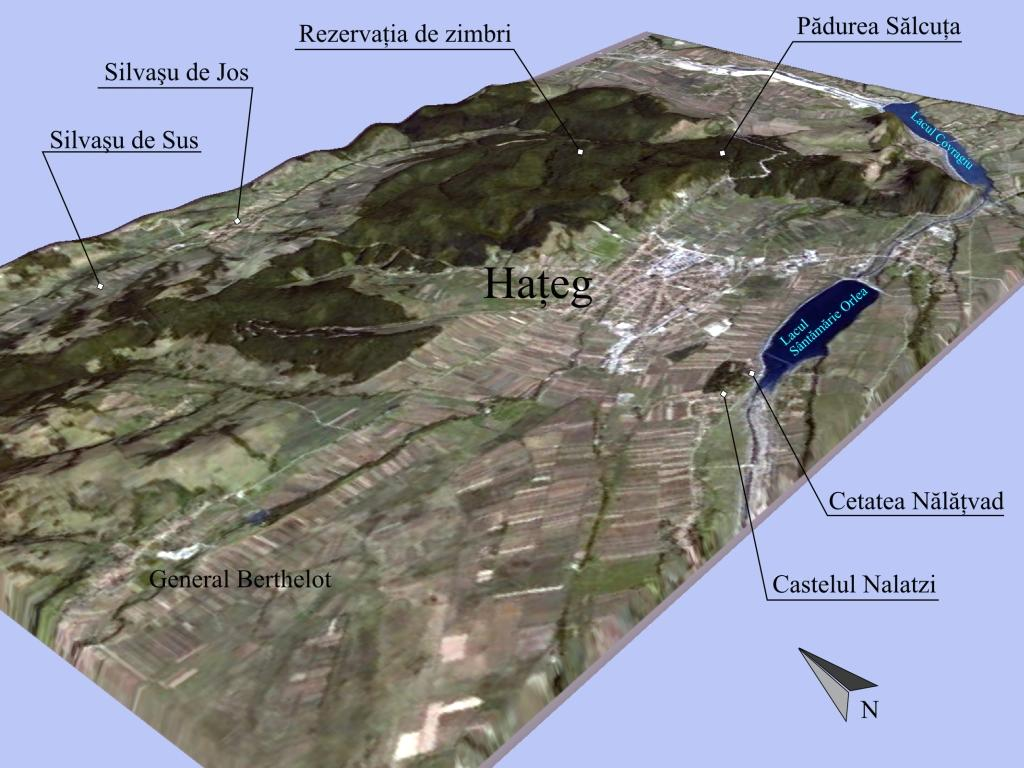
A Hátszegi-medence, 3D-s reprezentáció

A terület Hátszeg város és 10 környező község (Nagybár, Demsus, Alsófarkadin, Puj, Reketyefalva, Malomvíz, Várhely, Felsőszálláspatak, Őraljaboldogfalva és Totesd) adminisztratív területén van kijelölve. A Hátszegi-medencét nagyrészt lefedő terület a Gredistye Muncsel – Csoklovina Natúrpark területétől nyugatra helyezkedik el. Közelében található még a Retyezát Nemzeti Park és a Zsil-völgy Nemzeti Park. A geopark vonzáskörzetében számos őslénytani lelőhely található, jelentős az épített öröksége, és gazdag néprajzi hagyományokkal rendelkezik. A különleges természeti képződmények és turisztikai látványosságok mellett a világon egyedülálló növényfajoknak telephelye.

## Története

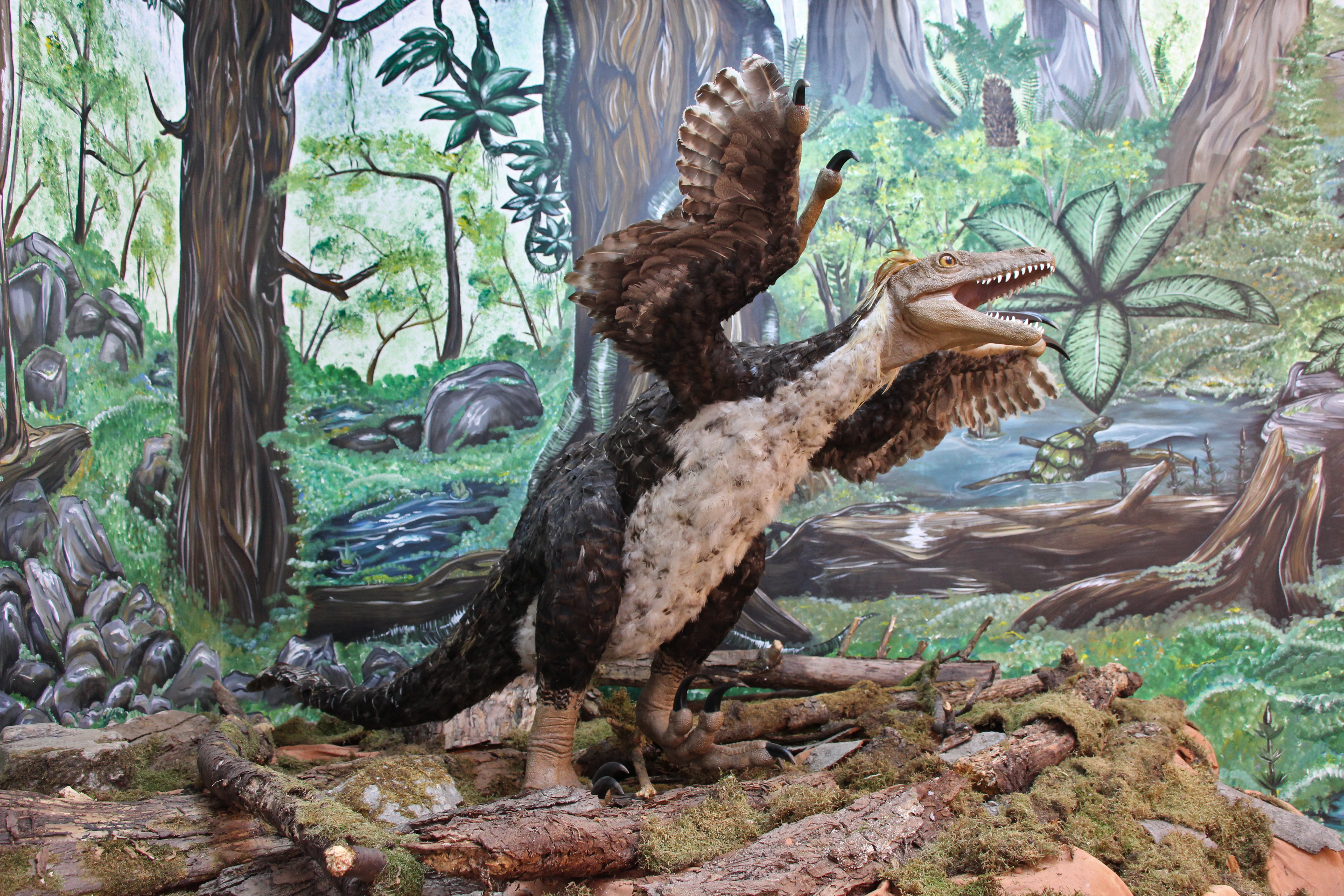
Egy Balaur bondoc rekonstrukció a dinó-múzeumban

A területet 2004-ben nyilvánították országos védettségű területté, s egy évvel később felvételt nyert az UNESCO védnöksége alatt lévő Európai Geoparkok listájára. Az adminisztrációs tevékenységeket végző testületet a Bukaresti Egyetem professzorai vezetik. Az évek során jelentős EU-s finanszírozással az alsófarkadini Nopcsa-kastélyban alakítottak ki székhelyet és tevékenységi helyszínt, dinó-múzeumot nyitottak és számos közösségépítő, hagyományőrző és oktatási programot valósítottak meg.

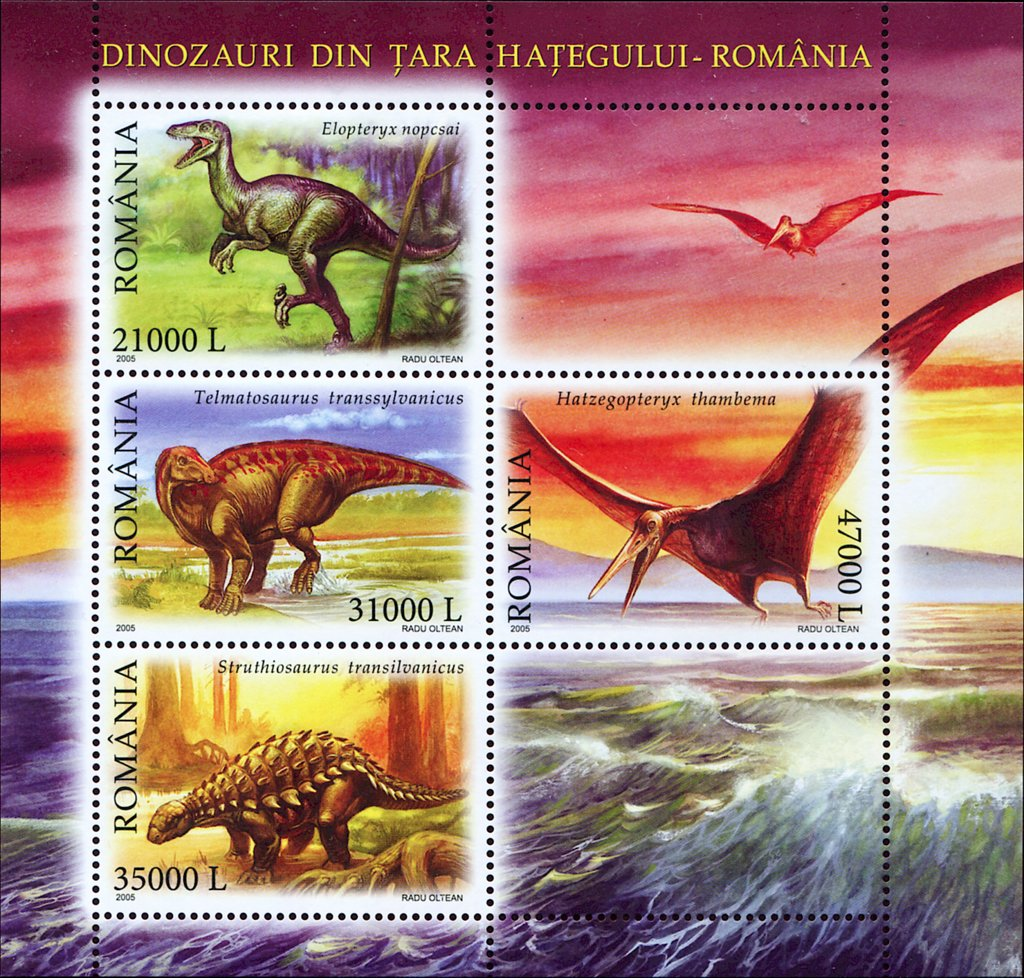
Postai bélyegek a Hátszegi dinoszauruszokról

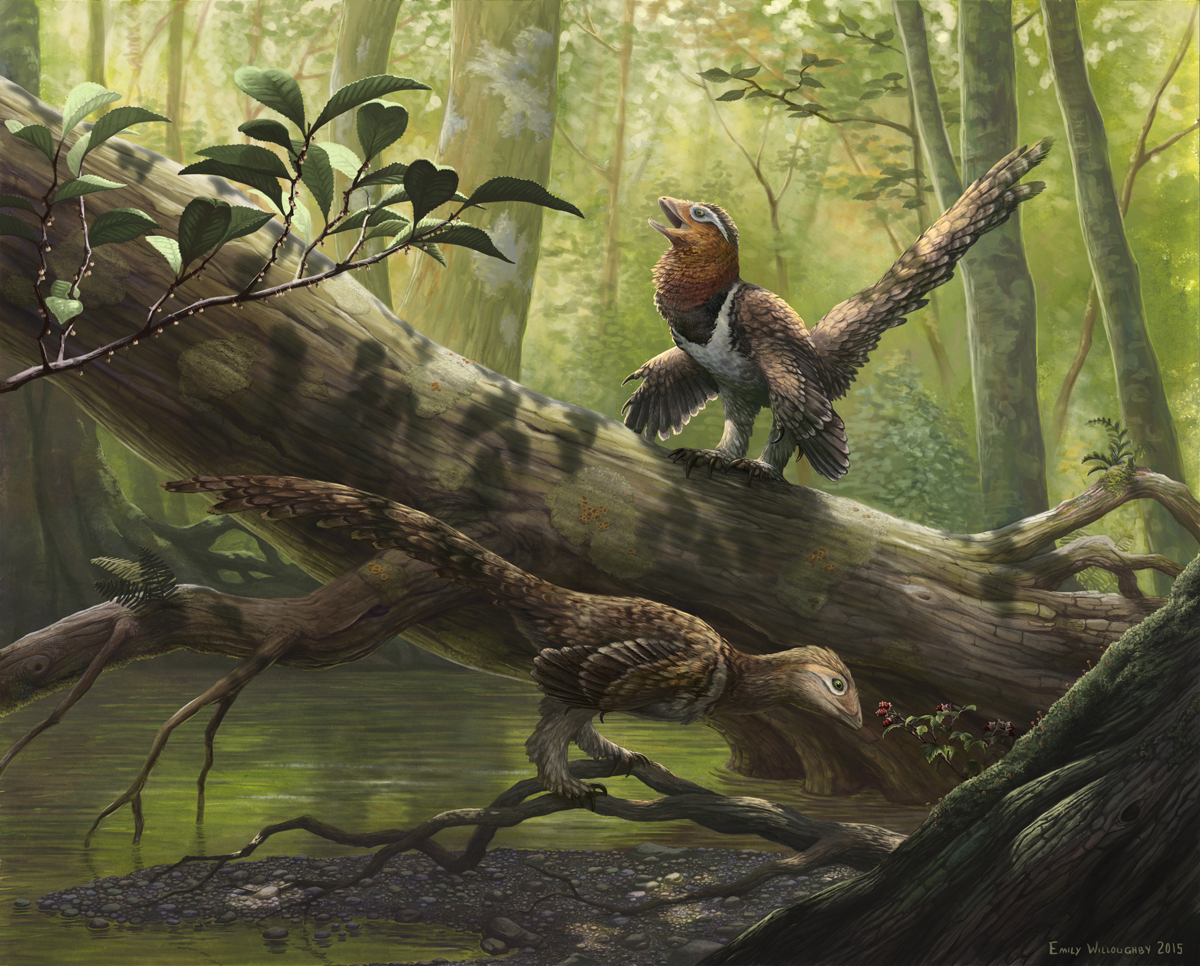
Balaur Bondoc illusztráció, a Hátszegi-medence egy őskori élőlénye

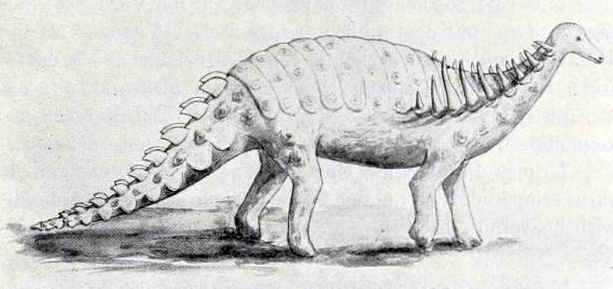
Struthiosaurus illusztráció 1915-ből

## Természetvédelmi területek
A Natúrpark területén számos országos jelentőségű természetvédelmi rezervátum található:
- Tustyai dinoszaurusz-tojások lelőhelye (Paleofauna reptiliană Tuștea)
- Szentpéterfalvi dinoszaurusz-lelőhely (Locul fosilifer cu dinozauri Sânpetru)
- Nagypestényi-láp (Mlaștina de la Peșteana)
- Fața Fetii mészkövek (Calcarele de la Fața Fetii)
- Poieni-csúcs (Vârful Poieni)
- Hátszegi bölényrezervátum (Pădurea Slivuț)
- Nuksorai nárciszrét (Fânațele cu narcise Nucșoara)
- Puj-rét (Fânațele Pui).